# Basse-Goulaine
Basse-Goulaine – miejscowość i gmina we Francji, w regionie Kraj Loary, w departamencie Loara Atlantycka.
Według danych na rok 2010 gminę zamieszkiwało 8091 osób, a gęstość zaludnienia wynosiła 588 osób/km².